# 4.ª Divisão (Japão)
A 4ª Divisão foi uma divisão de infantaria do Império do Japão que serviu durante a Segunda Guerra Mundial. A divisão foi formada no dia 14 de maio de 1888 em Osaka, permanecendo na ativa até o fim da guerra.

## Comandantes
| Comandante                      | Data                                            |
| ------------------------------- | ----------------------------------------------- |
| General Koichiro Tachibara      | 24 de julho de 1918 - 12 de abril de 1919       |
| Lt. General Keiu Machida        | 12 de abril de 1919 - 15 de junho de 1921       |
| General Soroku Suzuki           | 15 de junho de 1921 - 6 de agosto de 1923       |
| Lt. General Chotaro Muraoka     | 6 de agosto de 1923 - 26 de agosto de 1927      |
| Lt. General Hishikari Takashi   | 26 de agosto de 1927 - 10 de agosto de 1928     |
| Lt. General Yasakichi Hayashi   | 10 de agosto de 1928 - 22 de dezembro de 1930   |
| General Noboyuki Abe            | 22 de dezembro de 1930 - 9 de janeiro de 1932   |
| Marechal Hisaichi Terauchi      | 9 de janeiro de 1932 - 1 de agosto de 1934      |
| Marechal Prince Higashikuni     | 1 de agosto de 1934 - 1 de dezembro de 1935     |
| Lt. General Yoshitsugu Tatekawa | 1 de dezembro de 1935 - 1 de agosto de 1936     |
| Lt. General Kiyoshi Imai        | 1 de agosto de 1936 - 1 de março de 1937        |
| Lt. General Inochi Matsui       | 1 de março de 1937 - 15 de julho de 1938        |
| Lt. General Shigeru Sawada      | 15 de julho de 1938 - 23 de setembro de 1939    |
| General Tomofumi Yamashita      | 23 de setembro de 1939 - 22 de julho de 1940    |
| Lt. General Kenzo Kitano        | 22 de julho de 1940 - 18 de julho de 1942       |
| Lt. General Genroku Seki        | 18 de julho de 1942 - 25 de setembro de 1943    |
| Lt. General Masao Baba          | 25 de setembro de 1943 - 26 de dezembro de 1944 |
| Lt. General Matsujiro Kimura    | 26 de dezembro de 1944 - de setembro de 1945    |

## Subordinação
- Grupo de Exércitos Kwantung - 10 de fevereiro de 1937
- 11º Exército - 1 de julho de 1940
- reserva - 6 de novembro de 1941
- 14º Exército - de março de 1942
- Distrito Central de Exército - de julho de 1942
- 25º Exército - de setembro de 1943
- 15º Exército - 1945

## Ordem da Batalha
agosto de 1942
- 4. Grupo de Infantaria: (desmobilizada no dia 1 de outubro de 1943)
- 8. Regimento de Infantaria
- 37. Regimento de Infantaria
- 61. Regimento de Infantaria
- 4. Regimento de Reconhecimento
- 4. Regimento de Artilharia de Campo
- 4. Regimento de Engenharia
- 4. Regimento de Transporte
- Unidade de comunicação